# Fluoroethyl-L-tyrosine (18F)
Fluoroethyl- l -tyrosine (18 F) hoặc 18F-FET là một chất đánh dấu thần kinh ung thư PET.